# دینگسلبن
دینگسلبن (به آلمانی: Dingsleben) یک شهر  در آلمان است که در هیلدبورگهاوزن واقع شده‌است. دینگسلبن ۲۸۸ نفر جمعیت دارد.